# نوبار ترزیان
نوبار تِرزیان (ارمنی: Նուպար Թերզյան; انگلیسی: Nubar Terziyan) بازیگر ارمنی-ترکیه‌ای بود.
وی در سال ۱۹۰۹ در شهر استانبول در یک خانواده ارمنی زاده شد. این هنرمند از سال ۱۹۴۰ بازیگری را آغاز کرده و در سال ۱۹۴۹ برای اولین بار در نقش اصلی ظاهر شد.

## قربانی نژادپرستی
ترزیان در سال ۱۹۷۹ به چندین روزنامه به خاطر مرگ بازیگری به نام «Ayhan Işık» آگهی تسلیت می‌دهد. اما خانوادهٔ بازیگر درگذشته از این تصور که وی با خانواده‌ای ارمنی رابطه داشته است، به خشم می‌آیند و خودشان در روزنامه‌ها یک آگهی مبنی بر رابطه نداشتن خانواده‌یشان با خانوادهٔ تِرزیان را منتشر می‌کنند.